# Suezichthys devisi
Suezichthys devisi là một loài cá biển thuộc chi Suezichthys trong họ Cá bàng chài. Loài này được mô tả lần đầu tiên vào năm 1941.

## Phân loại
S. devisi trước đây được xem là một danh pháp đồng nghĩa của Suezichthys gracilis, một loài có phạm vi rộng rãi ở Tây Thái Bình Dương.

## Từ nguyên
Từ định danh của loài được đặt theo tên của nhà động vật học Charles Walter De Vis, người đã mô tả nhiều loài cá mó ở Queensland.

## Phạm vi phân bố và môi trường sống
S. devisi có phạm vi phân bố ở Tây Nam Thái Bình Dương. Loài này được ghi nhận ở bờ đông của Úc, được tìm thấy dọc theo bờ biển từ phía nam rạn san hô Great Barrier (Queensland) đến vịnh Jervis (New South Wales), và phía nam Nouvelle-Calédonie.
Loài này sống xung quanh các rạn đá ngầm trên nền đáy cát bùn và đá vụn ở các bến cảng và cửa sông, cũng như ở vùng nước sâu. Độ sâu tìm thấy chúng được ghi nhận ít nhất là đến 30 m.

## Mô tả
S. devisi có chiều dài cơ thể tối đa được ghi nhận là 14 cm. Cơ thể màu hồng ở nửa thân trên và trắng hơn ở nửa thân dưới. Cá cái và cá con có một dải màu nâu đỏ dọc theo chiều dài cơ thể ở mỗi bên thân, từ mõm băng qua mắt và kết thúc bởi một đốm đen nhỏ trên gốc đuôi. Cá đực có một dải màu xanh lam trên vây lưng và vây hậu môn, và một dải màu cam hình chữ V viền xanh ở vây đuôi. Sọc nâu đỏ ở cá cái chuyển thành màu xanh lục lam mờ ở cá đực.
Số gai ở vây lưng: 9; Số tia vây ở vây lưng: 11; Số gai ở vây hậu môn: 3; Số tia vây ở vây hậu môn: 10; Số gai ở vây bụng: 1; Số tia vây ở vây bụng: 5.